# Toulouse-i Konstancia navarrai királyné
Toulouse-i Konstancia (1180 – 1260. május 12. után) navarrai királyné, VII. Sancho navarrai király felesége. 

## Családja
1180 körül született, VI. (Rouergue) Rajmund toulouse-i gróf és második hitvese, Béziers-i Beatrix vikomtnő egyetlen gyermekeként. Konstancia szülei 1189-ben elváltak, s a körülbelül 37 éves apa ismét megnősült. Új felesége a körülbelül 17 esztendős Lusignan Bourgogne jeruzsálemi királyi hercegnő lett 1193-ban. Konstancia édesanyja a válás után egy keresztény zárdába vonult vissza élete végéig.
Konstancia féltestvérei (apja ötödik házasságából, amit Plantagenet Johanna angol királyi hercegnővel kötött 1196 októberében):
- Rajmund (1197 júliusa - 1249. szeptember 27.), a későbbi VII. Rajmund toulouse-i gróf, aki kétszer nősült élete során. Első hitvese 1211 márciusában Aragóniai Sancha királyi hercegnő lett, akitől egy leánya született 1220-ban, Johanna. 1241-ben elvált feleségétől, hogy egy másik asszonytól végre fia születhessen. 1243-ban nőül vette a körülbelül 17 esztendős Lusignan-i Margit grófnőt, ám két év múlva, 1245. augusztus 3-án ez a frigy is válással végződött. Gyermekük nem született. Ezek után a gróf többé nem nősült újra. Egyetlen leányát férjhez adta 1237-ben az ugyancsak 17 esztendős Capet Alfonz francia királyi herceghez, így Rajmund halála után minden birtoka és grófi címe is azonnal vejére szállt.
- Mária, ő valószínűleg még kisgyermekként meghalt.
- Richárd, aki ugyancsak valószínű, hogy csak pár évet élt.

## Élete
1195-ben nőül ment a 41 éves VII. Sancho navarrai királyhoz, ám öt év múlva elváltak. Konstancia ezt követően II.  (Sauve-i) Péter Bermond hitvese lett, akinek hat örököst szült, három fiút és három leányt, Pétert, Rajmundot, Bermondot, egy ismeretlen nevű leányt, Beatrixot és Szibillát.
Konstancia valamikor 1260. május 12. után hunyt el, körülbelül 82 esztendős korában. 
| Elődje: Kasztíliai Sancha | Navarra királynéja 1195–1200 | Utódja: Bourbon Margit |